# Дерзкий налёт неизвестных злоумышленников
«Дерзкий налёт неизвестных злоумышленников» (итал. Audace colpo dei soliti ignoti ) — фильм итальянского режиссёра Нанни Лоя, является продолжением детективной комедии Марио Моничелли «Злоумышленники, как всегда, остались неизвестны» 1958 года.

## Сюжет
Пеппе Байоки по прозвищу Пантера работает в строительной компании разнорабочим. Однажды после смены, направляясь домой, он замечает за собой слежку подозрительного типа в белой шляпе. Ему удаётся уйти от слежки с помощью своей смекалки. Но, придя в свою квартиру, первое, что он обнаруживает в прихожей на комоде, — ту самую белую шляпу. А в комнате сидит тот самый преследователь, которого Пеппе принял за комиссара полиции. 
Преследователь оказался гангстером из Милана по имени Вирджилио, который узнал о предыдущем неудавшемся налёте Пеппе и его дружков от Данте Крушани. И теперь рад предложить Пеппе настоящую работу с добычей в 4 миллиона лир на каждого участника нападения. Пеппе поручается собрать команду опытных грабителей, чтобы совершить дерзкий налёт на автомобиль, перевозящий эту огромную сумму с футбольного тотализатора после матча в Милане. Вирджилио не хочет задействовать для этого налёта миланских преступных элементов, так как они известны всей полиции Милана, и поэтому дело поручают неизвестным людям из Рима. В будущую команду также входит кузина Вирджилио — Флориана. Она совратила бухгалтера тотализатора, которому поручено перевозить деньги, и убедила того войти в долю.
Пеппе собирает свою команду, в которую входят уже известные нам по фильму «Злоумышленники, как всегда, остались неизвестны» Марио Анджелетти, Ферриботте и Капаннелле, а также новый участник — автомобильный мастер Уго Нарди по прозвищу Железная нога. 
Пеппе представляет свою команду миланцу в его гостинице, и тот знакомит их всех со своим планом, а также со своей сестрой Флорианой, от вида которой Пеппе и его друзья теряют дар речи и забывают, для чего они собственно собрались.
В назначенный день миланец, Пеппе, Ферриботте, Марио и Капаннелле прибывают в Милан.
И случается так, что на вокзале на глазах у Пеппе и его друзей полиция арестовала миланца Вирджилио за кражу бумажника в поезде у гражданина Швейцарии. И команда остаётся без предводителя — мозга всей операции. Уже решив отказаться от налёта, они всё же навестили Флориану в стриптиз-клубе, где она работала стриптизёршей. Она убеждает Пеппе сделать то, что спланировано, несмотря на арест Вирджилио. В назначенное время и место прибывает Уго Нарди на специально подготовленном ФИАТе.
План был таков — двое на грузовике таранят автомобиль с бухгалтером, в котором перевозились деньги. Грабители должны были оглушить бухгалтера, тем самым обеспечив ему алиби, а также и водителя и при этом разговаривать на миланском диалекте, чтобы при показаниях шофёра и бухгалтера полиция взяла ложный след.
План ограбления был воплощён в дело и группа Пеппе заполучила чемодан с 80 миллионами лир. Но налёт прошёл не так гладко, как был спланирован, и команда при налёте разделилась. Все скрылись на замаскированном автомобиле, а Пеппе, разбив при ограблении голову о лобовое стекло грузовика, в суматохе потерялся.
Тем временем Ферриботте, Марио, Капаннелле, Уго Нарди и похищенный вместе с чемоданом бухгалтер приезжают на пустырь, перекладывают все деньги к себе в чемодан, оглушают бухгалтера дубиной по голове по его же просьбе и уезжают в Болонью на всей скорости для того, чтобы догнать поезд Милан-Рим, на котором возвращаются болельщики Римской футбольной команды. Миланец Вирджилио всё точно рассчитал — Пеппе и его друзья ехали в Милан с болельщиками и имели билеты на футбольный матч, и вот теперь, догнав поезд в Болонье, они запрыгнув в него, слились с массой болельщиков и тем самым обеспечили себе надёжное алиби.
Прибыв в Рим, они решили не рисковать с таким дорогим чемоданом и оставили его в камере хранения на вокзале. Только здесь они поняли, что Пеппе не приехал на этом же поезде, а остался где-то в Милане.
На следующий день, когда команда решила, что Пеппе замели, он и Флориана вдруг внезапно появляются в гараже Железной ноги, где они прятались и планировали дальнейшие свои действия. Позже им стало известно, что полицейское расследование было перенесено из Милана в столицу, поскольку шофёр машины с тотализатора рассказал на допросе, что он слышал, как один из грабителей ругался на римском диалекте. Всех известных преступников Рима вызвали для допроса в комиссариат. Среди них и Пеппе со всей своей командой. Но все они смогли доказать своё алиби тем, что они были на матче и после него сразу поехали в Рим на поезде вместе с сотнями других болельщиков — план гангстера Вирджилио был гениален. Но не для Пеппе и его друзей. Комиссар заподозрил эту компанию, так как из всех болельщиков только у этих четверых сохранились билеты на футбольный матч. И он решил установить за ними всеми наблюдение.
На следующий день к Пеппе заявился Капаннелле и показал ему газету, в которой была информация о том, что по новым сведениям полиции один из участников налёта был в военных галифе. Это и был Капаннелле. Поэтому теперь ему срочно нужны другие брюки, так как кроме галифе у него вообще ничего не было. И Пеппе отдал ему свои.
А вечером Пеппе и его друзья узнают, что Капаннелле лежит при смерти в больнице. Друзья мчатся туда и выясняют, что Капаннелле, найдя в кармане брюк Пеппе квитанцию на чемодан, не удержавшись, забрал его и отправился в ресторан. И вот теперь он лежит в больнице с диагнозом заворот кишок. А чемодан лежит тут же под кроватью Капаннелле. Друзья навещают старика в больнице и успокаивают его. Как раз в это время приходит комиссар полиции, чтобы допросить Капаннелле, откуда у него столько денег на ресторан. Команда спроваживает комиссара и, попрощавшись с Капаннелле, осторожно покидает больницу с чемоданом, полным денег.
Долгое время они не могли определить, кто будет хранить чемодан у себя. После всех злоключений с этими деньгами, и устав от дележа и споров, грабители решились на самый невообразимый шаг — они положили чемодан в парке под лавку и позвонив в полицию, сообщили о том, где лежат деньги. И снова те, кто как всегда остались неизвестны, остались ни с чем…

## В ролях
- Витторио Гассман — Пеппе «Пантера»
- Ренато Сальватори — Марио Анджелетти
- Клаудия Кардинале — Кармелина Никозия
- Нино Манфреди — Уго Нарди
- Гастоне Москин — Альфредо, продавец книг (дебют актёра в кино)
- Тиберио Мурджа — Микеле «Ферриботте» Никозия
- Карло Пизакане — Пьерлуиджи Капаннелле

## Съёмочная группа
- Режиссёр Нанни Лой
- Продюсер Франко Кристальди
- Сценарист Адженоре Инкроччи
- Оператор Роберто Джерарди
- Композитор Пьеро Умильяни

## Критика
Не повторяя успех фильма Марио Моничелли, фильм Дерзкий налет неизвестных злоумышленников не стал повторением и представляет собой набор забавных ситуаций в исполнении команды отличных актёров.
— Эрнесто  Дж.Лаура, "Чёрное и белое", № 3/4, март/апрель 1960 года